# TAB

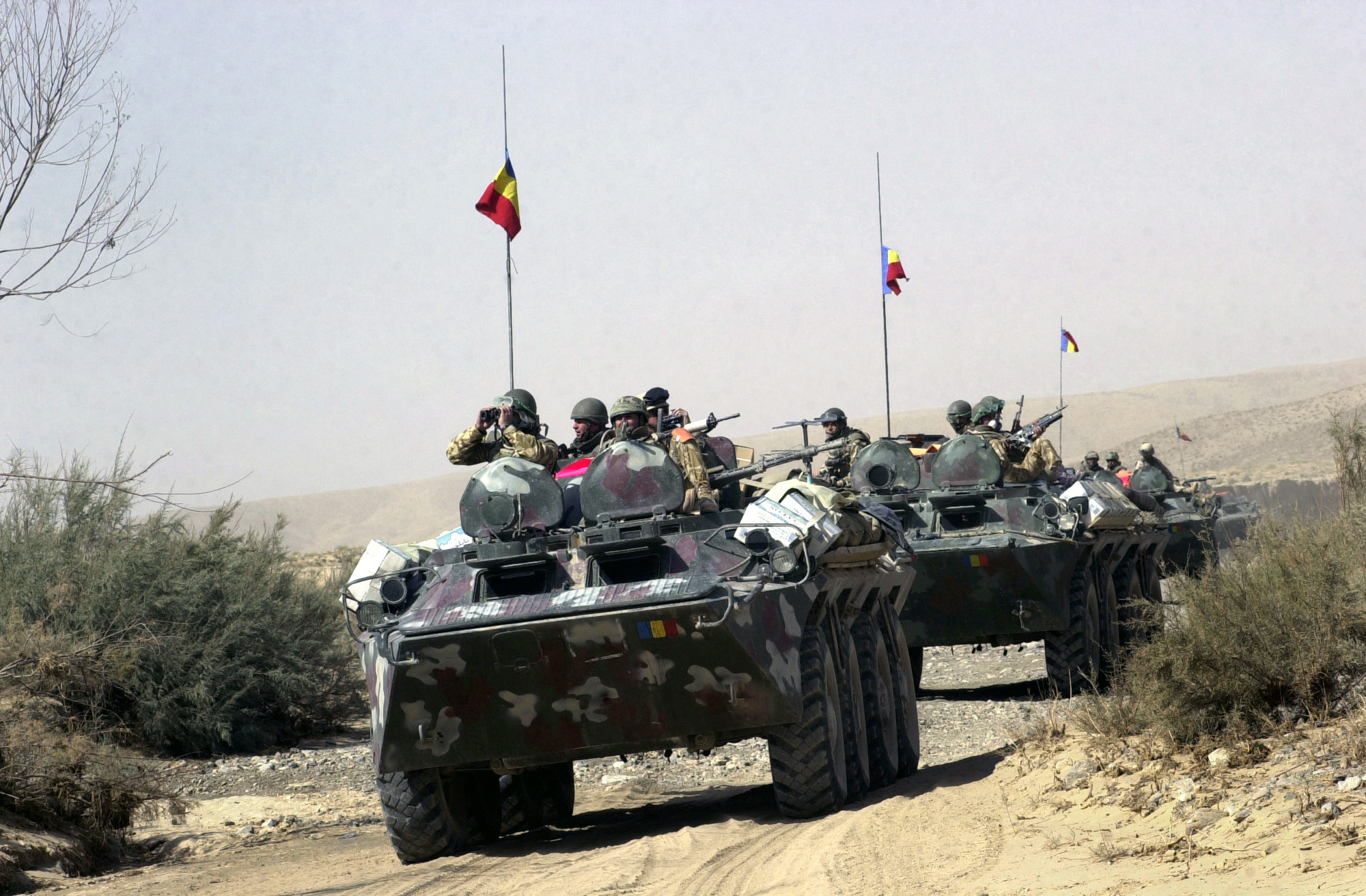
Transportoare blindate TAB-77 ale unui convoi militar în timpul unei misiuni din Afghanistan

TAB (abreviere de la Transportor Amfibiu Blindat) este termenul folosit de Armata Română pentru a denumi o serie de transportoare blindate pentru trupe cu tracțiune 8×8. Seria de vehicule militare TAB este bazată pe transportoarele blindate pe roți de tip BTR (abreviere de la Bronetransporter: "transportor blindat" în rusă) de fabricație sovietică. Deși sunt practic transportoare blindate BTR construite sub licență în România, TAB-urile au fost adaptate cerințelor Armatei Române, având unele îmbunătățiri, precum motoare diesel mai puternice.

## Modele
- TAB-71 (bazat pe BTR-60[1])
- TAB-77 (bazat pe BTR-70[2])
- TABC-79 (versiunea 4×4, pentru cercetare, a transportorului TAB-77[1])
- B-33 Zimbru (bazat pe BTR-80)
- RN 94 (o versiune 6×6)
- Zimbru 2000
- Saur 1
- Saur 2 (prototip)

## Galerie foto

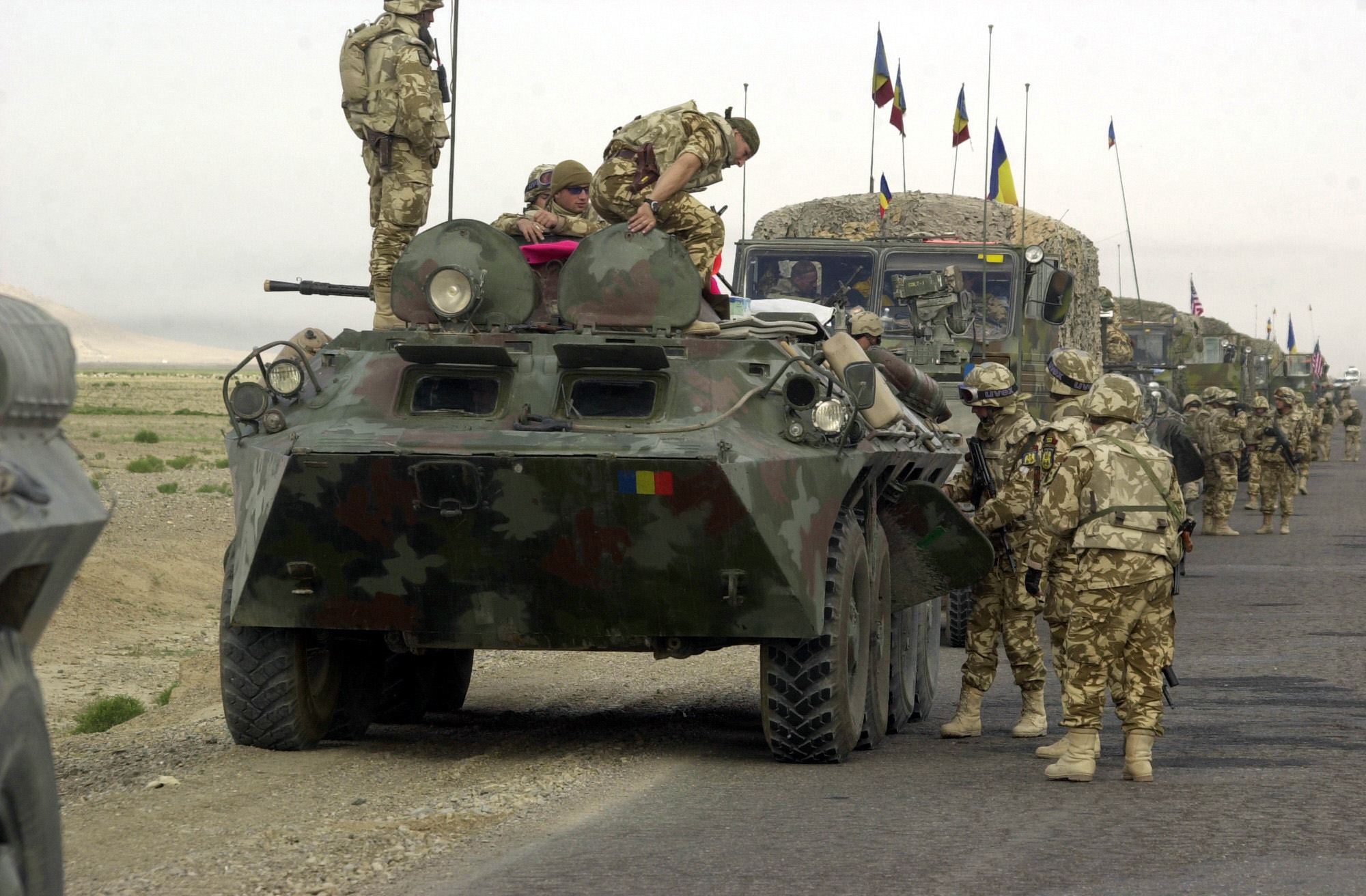
TAB-77 din dotarea Armatei Române într-un convoi militar din Afghanistan
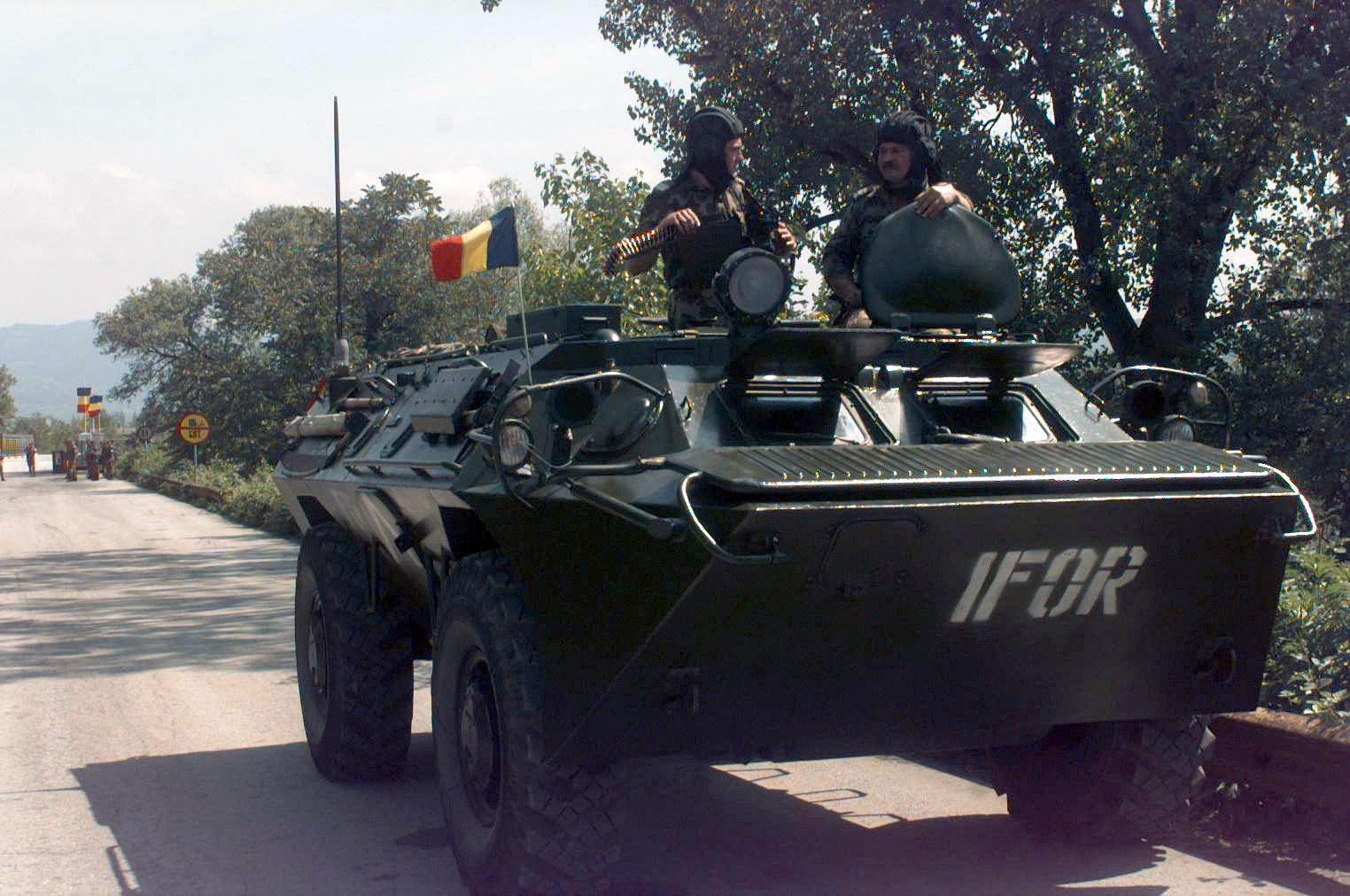
TABC-79, un autoblindat destinat misiunilor de cercetare
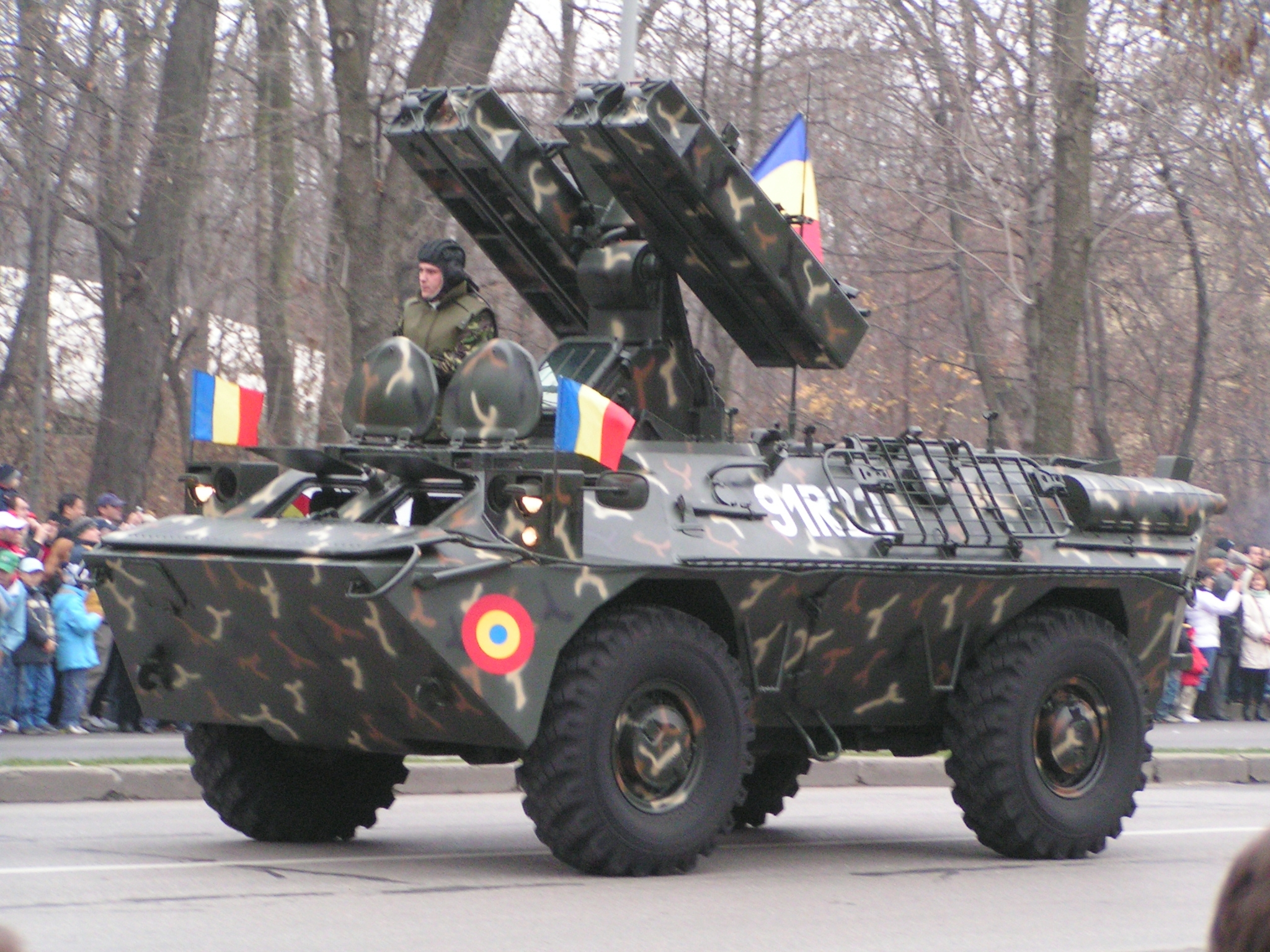
Complexul de rachete antiaeriene autopropulsat CA-95M, bazat pe TABC-79